# Uttersjön (Gudmundrå socken, Ångermanland)
Uttersjön är en sjö i Kramfors kommun i Ångermanland och ingår i Ångermanälven-Gådeåns kustområde. Sjön har en area på 0,0632 kvadratkilometer och ligger 271,1 meter över havet.

## Delavrinningsområde
Uttersjön ingår i det delavrinningsområde (697466-158852) som SMHI kallar för Ovan 697330-159242. Medelhöjden är 312 meter över havet och ytan är 17,77 kvadratkilometer. Det finns inga avrinningsområden uppströms utan avrinningsområdet är högsta punkten. Rislandsån som avvattnar avrinningsområdet har biflödesordning 2, vilket innebär att vattnet flödar genom totalt 2 vattendrag innan det når havet efter 23 kilometer. Avrinningsområdet består mestadels av skog (87 procent). Avrinningsområdet har 0,07 kvadratkilometer vattenytor vilket ger det en sjöprocent på 0,4 procent.